# Robert Nicholls

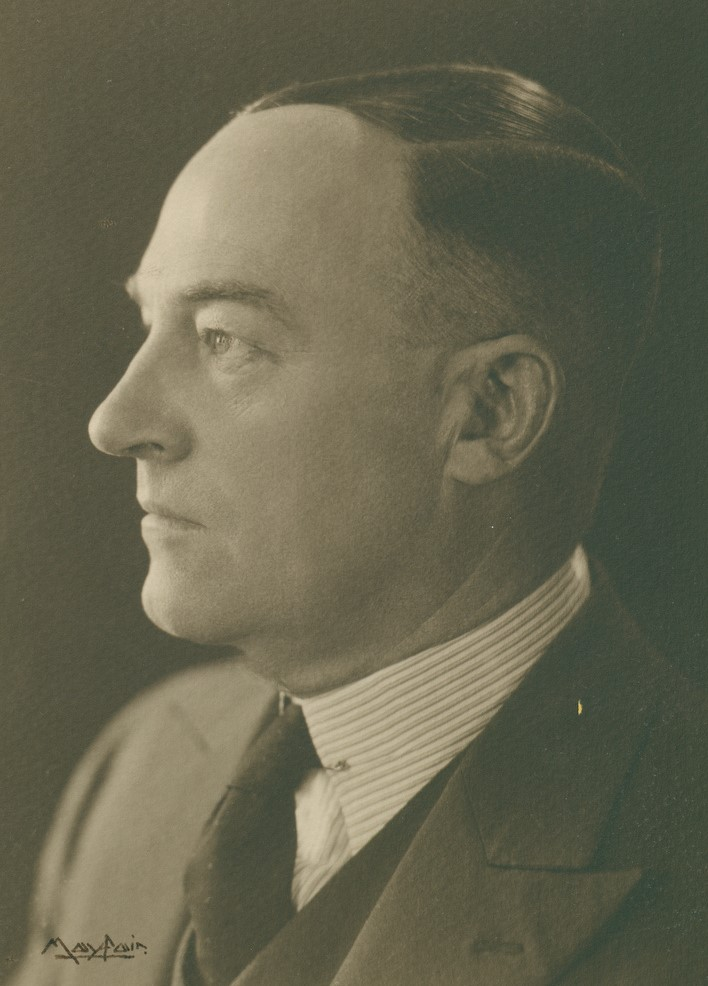
Sir Robert Nicholls war zwischen Juli 1933 und März 1956 Sprecher des House of Assembly und hat mit mehr als 22 Jahren die längste Amtszeit als Sprecher.

Hon. Sir Robert Dove Nicholls (* 27. Juni 1889; † 18. Januar 1970) war ein australischer Politiker der Liberal Union, der Liberal Federation und zuletzt Liberal and Country League (LCL), der unter anderem von 1915 bis 1956 Mitglied sowie zwischen 1933 und 1956 Sprecher des South Australian House of Assembly war.

## Leben
Robert Dove Nicholls, Sohn von James Nicholls und dessen Ehefrau Florence Bailey Dove Nicholls, wurde am 27. März 1915 für die Liberal Union im damaligen Zwei-Personen-Wahlkreis Stanley erstmals zum Mitglied des South Australian House of Assembly gewählt, des Unterhauses des Parlaments von South Australia, und vertrat diesen Wahlkreis bis zu dessen Auflösung am 19. März 1938, wobei er ab dem 16. Oktober 1923 die aus der Liberal Union hervorgegangene Liberal Federation sowie seit dem 9. Juni 1932 die wiederum aus der Liberal Federation entstandene Liberal and Country League (LCL) vertrat. Während seiner Parlamentszugehörigkeit war er zwischen dem 21. April 1920 und dem 20. Dezember 1927 Mitglied des Ständigen Parlamentsausschusses für Eisenbahnen (Parliamentary Standing Committee on Railways). Des Weiteren bekleidete er als Nachfolger von Robert Richards vom 17. Mai 1927 bis zu seiner Ablösung durch Frank Staniford am 27. Mai 1930 als Deputy Speaker and Chairman of Committees die Posten stellvertretender Sprecher und Vorsitzender der Ausschüsse der Legislativversammlung.
Nicholls, der sich auch als Friedensrichter (Justice of the Peace) engagierte, wurde als Nachfolger von Eric Shepherd von der Australian Labor Party (ALP) am 6. Juli 1933 als Speaker zum Sprecher des House of Assembly gewählt. Er bekleidete das Amt des Parlamentspräsidenten bis zum 2. März 1956, woraufhin sein Parteifreund und bisheriger stellvertretender Sprecher Berthold Teusner am 9. Mai 1956 Sprecher wurde. Er hat mit mehr als 22 Jahren die längste Amtszeit als Sprecher. Bei der Wahl am 19. März 1938 wurde im neu geschaffenen Wahlkreis Young für die LCL wieder zum Mitglied der Legislativversammlung gewählt und vertrat den Wahlkreis abermals bis zu dessen Auflösung am 2. März 1956, wobei er auf eine erneute Kandidatur bei den Wahlen am 3. März 1956 verzichtet hatte. Für seine Verdienste als Sprecher des House of Assembly wurde er am 1. Januar 1941 als Knight Bachelor (Kt) nobilitiert, wodurch er fortan das Prädikat „Sir“ führte. Am 10. Mai 1956 wurde ihm aufgrund einer mindestens dreijährigen Amtszeit als Sprecher der Legislativversammlung der Höflichkeitstitel The Honourable verliehen.
Neben seinem politischen Engagement war Nicholls auch in der Wirtschaft tätig und fungierte unter anderem bis Juli 1962 als Direktor und Vorstandsvorsitzender der South Australian Farmers’ Union Ltd, Farmers’ Executors Ltd und der Cresco Fertilisers Ltd sowie stellvertretender Vorstandsvorsitzender des South Australian Housing Trust. Aus seiner 1915 geschlossenen Ehe mit der 1963 verstorbenen Rose Evelyn Marshall Cowan gingen zwei Söhne und zwei Töchter hervor.

## Hintergrundliteratur
- Parliament of South Australia: Statistical Record of the Legislature 1836–2007 (Memento vom 11. März 2019 im Internet Archive)
- Gordon Desmond Combe: Responsible Government in South Australia, Band 1, Wakefield Press, 2009, ISBN 978-1-86254-843-5 (Onlineversion (Auszug))